# 伊斯邁·馬揚
伊斯邁·馬揚（1920年—1991年1月25日），馬來亞/新加坡前男子羽球運動員，他在1940年代至1950年代贏得許多國內和國際比賽的單打和雙打冠軍。

## 生平
當伊斯邁參加Dapat羽球俱樂部時，他開始參與羽球比賽，在本地和地區性的比賽中贏得了無數冠軍。之後，他加入了Devonshire羽球俱樂部，並由葉姓教練培養。他很快成為新加坡的“第二號”單打選手，僅落後於黃秉璇。
他開始與王保林一起打雙打，並贏得1950年丹麥羽球公開賽和1950年馬來西亞羽球公開賽男子雙打冠軍。1951年，兩人在為期八個月的歐洲巡迴賽期間橫掃所有主要賽事冠軍，包括丹麥、法國和英國的男子雙打冠軍。在1951年全英羽球錦標賽中，他們打進男子雙打決賽，但被馬來西亞隊的莊友良、莊友明兄弟擊敗。1952年，他代表馬來亞隊贏得湯姆斯盃冠軍。在1953年和1956年，他再次與王保林一起贏得馬來西亞羽球公開賽男子雙打冠軍。他們兩人還從1950年到1956年連續贏得新加坡羽球公開賽男子雙打冠軍。
伊斯邁與王保林的雙打組合被黃秉璇描述為他所見過的“最佳雙打組合”。在1951年法國羽球公開賽男子單打半決賽中，伊斯邁以輕鬆的比賽禮讓王保林，以便後者在與黃秉璇進行決賽前能得到充分的休息。王保林果然在男子單打決賽中擊敗黃秉璇；並與在伊斯邁一起贏得男子雙打冠軍。
伊斯邁對羽球的奉獻是值得稱讚的，因為他仍然擔任F＆N羽球訓練計劃的顧問直到他去世。幾年來，他幫助國家隊和年輕人參加了培訓計劃。
由於心臟病和胃病，伊斯邁於1991年1月25日在新加坡中央醫院去世，享年70歲。